# 可用性测试
可用性测试（Usability testing），或称为实用性测试，易用性测试。是一项通过用户的使用来评估产品是否满足用户需求的技术，由于它反应了用户的真实使用经验，在用户体验中扮演了及其重要的一环。。也就是说，实用性测试是指让用户使用产品（服务）的设计原型或者成品，通过观察，记录和分析用户的行为和感受，以改善产品（服务）使其更加贴近用户习惯。产品设计出来，大都可用，但是否贴近用户，实用和易用是测试的主要目的。由于测试并非推翻产品变不可用为可用，而是不断的改进和优化从而减小产品和市场的差距，以提高产品本身的实用率。它适用于产品（服务）前期设计开发，中期改进和后期维护完善的各个阶段，是用户中心设计的思想的重要体现。
实用性测试是可用性评估方法中最为常用的一种，作为人机交互研究的一个重要领域，已经被广泛研究。

## 歷史发展
第一次有记录的可用性测试出现在1981年。当时施乐公司下属的帕羅奧多研究中心的一个员工记录了该公司在Xerox Star工作站（Xerox 8010 Information System）的开发过程中引入了可用性测试的经过。不过由于一共只有大约25,000套左右的销售成绩，Xerox Star系统被认为是一个典型的商业失败案例。
1984年，美国财务软件公司Intuit Inc.在其个人财务管理软件Quicken的开发过程中引入了可用性测试的环节。Suzanne E. Taylor在其2003年的业界畅销书《Inside Intuit》中提到“在第一次可用性测试实例中，该做法后来已成为行业惯例，LeFevre从街上召集了一些人来同时试用Quicken进行测试，每次测试之后程序设计师都能够对软件加以改进。”Intuit Inc.公司的创立者之一的Scott Cook也曾经表示“我们在1984年做了可用性测试，比其他的人早了5年的时间。进行可用性测试和在已售人群中进行可用性测试是不大一样的，而且例行公事的去进行和把它作为核心设计流程中的一环也是很不一样的”。
经过二十多年的发展和应用，可用性测试已经成为产品（服务）设计开发和改进维护各个阶段必不可少的重要环节。它的价值在于初期及早的发现产品（服务）中可能会存在的问题，在开发或投产之前提供改进方案，从而节约设计开发成本。而在产品（服务）的销售疲软或是使用过程中出现问题却无法及时精确的找到问题关键时，可用性测试可以在很大程度上的提高解决问题的效率。通过可用性测试不但可以获知用户对产品（服务）的认可程度，还可以获知一些隐含的用户行为规律。